# Athens Andover
| Оценки критиков | Оценки критиков |
| Источник        | Оценка          |
| --------------- | --------------- |
| Allmusic        | [ 1 ]           |

Athens Andover — десятый и последний на сегодняшний день студийный альбом The Troggs, записанный совместно с музыкантами группы R.E.M. и выпущенный в марте 1992 года. Название альбома происходит от родных городов обеих групп: Андовер, Хэмпшир, Англия, и Атенс, штат Джорджия, США.
Союзу музыкантов поспособствовала перепевка группой R.E.M. хита лидера The Troggs Рега Пресли — Love Is All Around — на концертах тура в поддержку альбома Out of Time в 1991 году. Тогда же эта кавер-версия была включена в качестве би-сайда к их синглу Radio Song.
«Мы только что дали шоу в отеле и, когда открылись двери лифта, нас ждала толпа, чтобы взять автографы, и кто-то крикнул „Что вы думаете о том, что R.E.M. перепевают ваши песни?“» — объяснял Пресли редактору Record Collector Питеру Доггетту. «Ну, я не слышал о R.E.M. Но мой менеджер слышал, так что он предложил поработать с ними над новым альбомом. И когда я послушал их записи, я подумал, что они ушли не так далеко от того, что делали мы, когда начинали. Они пригласили меня и Криса в Атенс, чтобы неделю поработать с ними. К этому времени я осознал, какими большими они были, и мы первые пять минут мы кружили друг вокруг друга, издавая восхищенные возгласы. Было действительно по-другому работать с ними. С Troggs у тебя всегда была гитара и, следовательно, у тебя был звук. С ними у тебя была комната с 65 гитарами, чтобы получить точно правильный звук. Они были очень спокойные, очень нормальные. Не было никакой напыщенности вроде „Послушай это, потому что мы лучше тебя“. В конце концов, их барабанщик продавал гамбургеры за несколько недель до того, как они собрались. Его собственный бизнес шёл очень хорошо. Я был кровельщиком, когда „Wild Thing“ побил чарты, я могу коснуться этого».
Альбом был записан за одну неделю, в сентябре 1991 года, в студии Джона Кейна в Атенсе. Основной состав R.E.M. составили Билл Берри, Майк Миллз и Питер Бак. Вокалист Майкл Стайп в записи не участвовал. Песня «Nowhere Road» была написана трио REM в соавторстве с Питером Холсапплом, который в то время был концертным музыкантом REM на время их тура 1991 года.
В 1996 году альбом был переиздан под названием Athens, Georgia & Beyond с семью бонус-треками и вышел как полноценный релиз The Troggs без указания сотрудничества с группой REM.

## Список композиций
1. «Crazy Annie» (Taylor) — 4:43
2. «Together» (Presley) — 4:01
3. «Tuned into Love» (Boone, Page) — 3:39
4. «Déjà Vu» (Shevlin) — 3:33
5. «Nowhere Road» (Berry, Buck, Holsapple, Mills) — 4:44
6. «Dustbowl» (Presley) — 3:26
7. «I’m in Control» (Holsapple) — 3:51
8. «Don’t You Know» (Presley) — 4:06
9. «What’s Your Game» (Presley) — 4:56
10. «Suspicious» (Presley) — 4:22
11. «Hot Stuff» (Boone, Page) — 4:02

## Участники записи
- Рег Пресли — вокал
- Крис Бриттон — акустическая и электрическая гитары, бэк-вокал
- Питер Лукас — бас-гитара, бэк-вокал
- Дэйв Мэггс — ударные
- Билл Берри — перкуссионные инструменты
- Питер Бак — акустическая, 12-струнная и электрическая гитары, мандолина
- Майк Миллз — бас-гитара, электоорган, аккордеон
- Питер Холсаппл[англ.] — акустическая, 12-струнная и электрическая гитары
- Джон Кейн[англ.] — педал-стил, электрическая и слайд-гитары, бэк-вокал
- Дэниел Бун — электрическая гитара, бэк-вокал